# Odoardo Vecchiarelli
Odoardo Vecchiarelli (Rieti, 1613 - Roma, 31 de julho de 1667) foi um cardeal do século XVIII

## Biografia
Nasceu em Rieti em 1613. De família patrícia.
Clérigo da Câmara Apostólica. Auditor da Câmara Apostólica, 1654.
Criado cardeal e reservado in pectore no consistório de 29 de abril de 1658; publicado no consistório de 5 de abril de 1660; recebeu o gorro vermelho e a diaconia de Ss. Cosma e Damiano, 19 de abril de 1660.
Eleito bispo de Rieti, em 5 de maio de 1660. Dispensado por ainda não ter recebido as sagradas ordens, em 5 de maio de 1660. Consagrado, 6 de junho de 1660, domingo, na igreja de S. Maria em Vallicella, Roma, pelo cardeal Giulio Rospigliosi, auxiliado por Cristofor Segni, arcebispo titular de Tessalônica, e por Ottaviano Carafa, arcebispo titular de Patras. Participou do conclave de 1667, que elegeu o Papa Clemente IX.
Morreu em Roma em 31 de julho de 1667, perto do meio-dia, no palácio onde residia na Piazza Nicósia, em Roma. Exposto e enterrado no túmulo de seu tio na igreja de S. Pietro in Vincoli, Roma. Um memorial ao falecido cardeal foi colocado sobre a porta oeste da catedral de Rieti